# Pamphiliidae
I Pamfilidi (Pamphiliidae Cameron, 1890) sono una famiglia di insetti dell'ordine degli Imenotteri.

## Descrizione

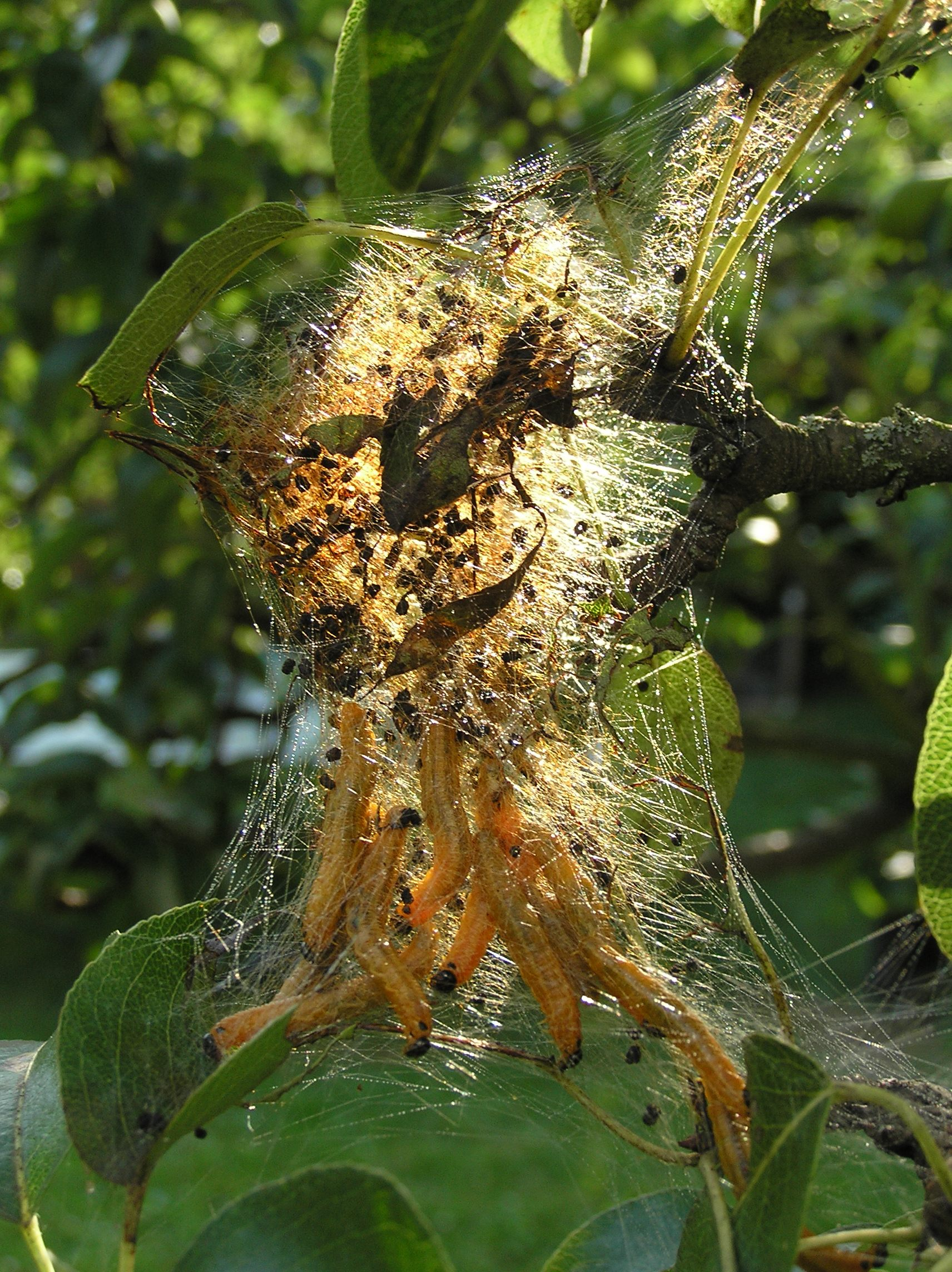
Larve di Neurotoma flaviventris

### Adulto
Hanno un capo cospicuo, lunghe antenne assottigliate e composte di numerosi segmenti, addome ampio e depresso, ali vigorose.

### Larva
Le larve dispongono di antenne singolarmente sviluppate e di deboli zampe; sono prive invece di pseudozampe.

## Biologia
Essi vivono in grovigli o tubuli di seta, gregarie o solitarie, su piante legnose.
La sottofamiglia Cephalciinae comprende specie strettamente legate a conifere della famiglia delle Pinacee.

## Tassonomia
La famiglia comprende i seguenti generi
- Sottofamiglia Cephalciinae
  - Acantholyda Costa
  - Caenolyda Konow
  - Cephalcia Panzer
  - Chinolyda Beneš
- Sottofamiglia Pamphiliinae
  - Chrysolyda Shinohara
  - Kelidoptera Konow
  - Neurotoma Konow
  - Onycholyda Takeuchi
  - Pamphilius Latreille
  - Pseudocephaleia Zirngiebl
- Incertae sedis
  - Juralyda Rasnitsyn †
  - Pesarinia Pagliano & Scaramozzino
  - Tapholyda Rasnitsyn †